# Italienische U20-Eishockeynationalmannschaft
Die italienische U20-Eishockeynationalmannschaft vertritt den Eishockeyverband Italiens in der U20-Junioren-Leistungsstufe bei internationalen Wettbewerben. Ihre beste Platzierung war ein dritter Platz bei der B-Weltmeisterschaft 1993.

## Geschichte

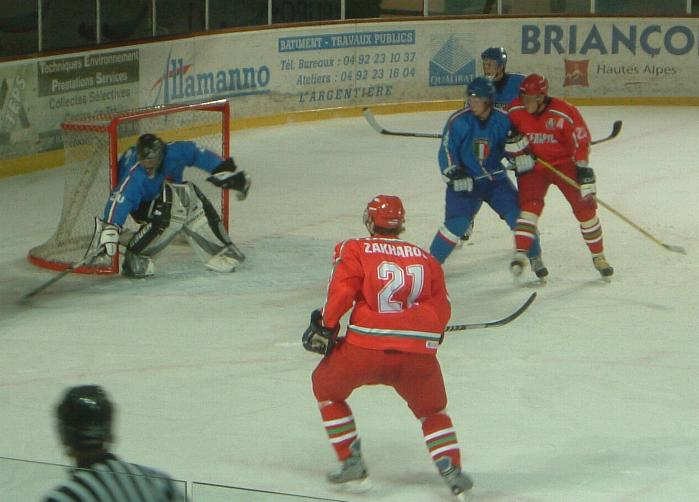
Die italienische U20-Auswahl setzt sich bei der Weltmeisterschaft der Division I 2003 im französischen Briançon gegen einen Angriff der Belarussen zur Wehr.

Die U20-Nationalmannschaft Italiens wurde zur B-Weltmeisterschaft 1979 gegründet, wo sie den siebten und vorletzten Platz belegte. Lediglich gegen Schlusslicht Belgien konnte mit 17:2 gewonnen werden. Dieser Erfolg war für mehr als ein Jahrzehnt auch der höchste Sieg einer italienischen U20-Auswahl. Bis einschließlich 1998 deckte die U20-Nationalmannschaft den kompletten Juniorenbereich bei den Weltmeisterschaften ab, während die U19-Nationalmannschaft an den Junioren-Europameisterschaften teilnahm. Seit der Einführung der U18-Weltmeisterschaften 1999 vertritt die U20-Nationalmannschaft Italiens bei Weltmeisterschaften ausschließlich die Leistungsstufe der U20-Junioren.
Seit ihrer Gründung ist die italienische Juniorenauswahl überwiegend in der zweiten Leistungsstufe ihrer Altersklasse zu Hause. Zunächst war das die B-Weltmeisterschaft. 1983 mussten die Italiener erstmals in die drittklassige C-Gruppe absteigen, konnten aber im Folgejahr beim Heimturnier in Varese trotz eines Punktverlustes gegen Spanien den sofortigen Wiederaufstieg erreichen. An diesem Turnier nahm außer Konkurrenz auch eine B-Auswahl der Azzurri teil, um das Teilnehmerfeld zu komplettieren. Diese Mannschaft verlor aber alle ihre Spiele. 1987 stiegen die Italiener erneut in die C-Gruppe ab. Diesmal dauerte es bis zur Weltmeisterschaft 1992, als erneut bei einem Heimturnier die Rückkehr in die B-Gruppe gelang. Auch 1998 und 1999 musste das Team in der drittklassigen C-Gruppe antreten. Nach der Umstellung auf das heutige Divisionensystem 2001 spielten die Südeuropäer überwiegend in der zweitklassigen Division I. Lediglich 2008 und 2022 mussten sie in der drittklassigen Division II antreten, konnten jedoch umgehend wieder aufsteigen.

## WM-Platzierungen
- 1974–1978 – nicht teilgenommen
- 1979 – B-WM; 7. Platz
- 1980 – B-WM; 6. Platz
- 1981 – B-WM; 7. Platz
- 1982 – B-WM; 6. Platz
- 1983 – B-WM; 8. Platz
- 1984 – C-WM; 1. Platz
- 1985 – B-WM; 6. Platz
- 1986 – B-WM; 7. Platz
- 1987 – B-WM; 8. Platz
- 1988 – C-WM; 2. Platz
- 1989 – C-WM; 2. Platz
- 1990 – C-WM; 3. Platz
- 1991 – C-WM; 2. Platz
- 1992 – C-WM; 1. Platz
- 1993 – B-WM; 3. Platz
- 1994 – B-WM; 5. Platz
- 1995 – B-WM; 8. Platz
- 1996 – B-WM; 6. Platz
- 1997 – B-WM; 8. Platz
- 1998 – C-WM; 2. Platz
- 1999 – C-WM; 1. Platz
- 2000 – B-WM; 6. Platz
- 2001 – Division I; 7. Platz
- 2002 – Division I; 8. Platz
- 2003 – Division I; 5. Platz
- 2004 – Division I; 4. Platz
- 2005 – Division I; 5. Platz
- 2006 – Division I; 3. Platz
- 2007 – Division I; 6. Platz
- 2008 – Division II; 1. Platz
- 2009 – Division I; 4. Platz
- 2010 – Division I; 3. Platz
- 2011 – Division I; 4. Platz
- 2012 – Division IB; 3. Platz
- 2013 – Division IB; 3. Platz
- 2014 – Division IB; 1. Platz
- 2015 – Division IA; 4. Platz
- 2016 – Division IA; 6. Platz
- 2017 – Division IB; 4. Platz
- 2018 – Division IB; 5. Platz
- 2019 – Division IB; 4. Platz
- 2020 – Division IB; 6. Platz
- 2021 – keine Austragung
- 2022 – Division IIA, 1. Platz
- 2023 – Division IB; 3. Platz
- 2024 – Division IB; 3. Platz